# Catan – Travel-Box
Die Travel-Box ist eine 2002 erschienene verkleinerte Ausgabe des Catan Basisspiels von Klaus Teuber. Mit ihr kann auf engem Raum, unebenen und beweglichen Untergründen gespielt werden. Das Schachtelvolumen entspricht etwa einem Drittel des normalen Spiels. 2015 erschien eine Neuausgabe als „CATAN – Das Spiel - kompakt“, bei der das Spielmaterial in einer aufklappbaren Box verstaut werden kann. Diese enthält zudem die 2006 erstmals in den Catan News vorgestellte Regel für 2 Spieler.

## Inhalt  der Ausgabe von 2002
- Spielmaterial aus Pappe:
  - 19 sechseckige Landschaftsfelder (Vorderseite: Landschafts-Grafik; Rückseite: Weiß; mit einem Loch in der Mitte)
    - 4× Ackerland
    - 3× Gebirge
    - 3× Hügelland
    - 4× Wald
    - 4× Weideland
    - 1× Wüste

  - 9 Plättchen "Hafen" (Vorderseite: Hafensymbole; Rückseite: Weiß)
    - 4× 3:1-Häfen
    - je 1× Erz-, Getreide-, Holz-, Lehm- und 1 Woll-Hafen

  - 2 "2 Siegpunkte"-Karten (Vorderseite: Kartentexte; Rückseite: Weiß):
    - 1 "Größte Rittermacht"
    - 1 "Längste Handelsstraße"

  - 4 "Baukosten"-Karten (Vorderseite: Übersicht der Baukosten; Rückseite: Weiß), rechteckig, mit glattem Rand
- Spielmaterial aus Kunststoff:
  - 20 Siedlungen (abstraktes "Haus" mit Zapfen auf der Unterseite), je 5× blau, orange, rot und weiß
  - 16 Städte (abstrakte "Kirche"mit Zapfen auf der Unterseite), je 4× blau, orange, rot und weiß
  - 60 Straßen (Quader, Zapfen auf der Unterseite), je 15× blau, orange, rot und weiß
  - 1 Figur "Räuber" (schwarzer Hohl-Pöppel)
- Spielkarten:
  - 95 Rohstoffkarten (Vorderseite: Rohstoff-Symbol vor dem Hintergrund der passenden Landschafts-Grafik; Rückseite: blasse Schwarz-weiß-Abbildung des Schachtel-Covers),je 19× Erz, Getreide, Holz, Lehm und Wolle
  - 25 Entwicklungskarten (Vorderseite: Grafik und Text; Rückseite: fett gedruckte Schwarz-weiß-Abbildung des Schachtel-Covers)
    - 2× Fortschritt: Erfindung
    - 2× Fortschritt: Monopol
    - 2× Fortschritt: Straßenbau
    - 14× Ritter
    - 5× Siegpunkte (Bibliothek, Kathedrale, Marktplatz, Parlament, Universität)
- sonstiges Material:
  - 1 Spielbrett aus Kunststoff:
  - 1 Regelheft enthält den Text, der in der Basis-Packung auf Einführungsblatt und Siedler-Almanach aufgeteilt ist
  - 2 sechsseitige Würfel (weiß mit schwarzen "Augen")

## Inhalt  der Ausgabe von 2015
- Spielmaterial aus Kunststoff:
  - Trapezförmige Box, die aufgeklappt das sechseckige Spielfeld ergibt, mit 4 herausziehbaren Schubladen für das Spielmaterial
  - 6 Spielfeldteile mit Landschaften:
    - 3 Teile (A1, A3 und A5 bzw. B1, B3 und B5) mit je 4 Landschaftsfeldern und 3 Häfen
    - 1 Teil (A6 bzw. B6) mit 3 Landaschaftsfeldern
    - 2 Teile (A2 und A4) mit je 2 Landschaftsfeldern

  - 20 Siedlungen (Türmchen mit achteckigem Grundriss und rundem Dach mit Zapfen auf der Unterseite), je 5× blau, orange, rot und weiß
  - 16 Städte (Türmchen mit rundem Grundriss und Dach mit Zipfel mit Zapfen auf der Unterseite), je 4× blau, orange, rot und weiß
  - 60 Straßen (Quader mit runden Einbuchtungen an den Schmalseiten und Zapfen auf der Unterseite), je 15× blau, orange, rot und weiß
  - 1 Figur "Räuber" (beige Pöppel)
  - 1 Würfelbox
  - 2 Kartenhalter
- Spielkarten:
  - Rohstoff- und Entwicklungskarten sowie Sonderkarten wie bei der Ausgabe von 2002 aber im Stil der normalen Ausgaben ab 2010
  - 14 Handelskarten für die 2-Spieler-Variante
- Spielanleitung, trapezförmig gefaltet

## Unterschiede zum normalen Spiel
Bei der Travelbox von 2002 ist die Anordnung der Zahlen und der Wüste durch das Spielbrett fest vorgegeben, dennoch ergeben sich durch die variable Verteilung der Landschaftsfelder und Häfen noch immer sehr viele Möglichkeiten. Bei der Ausgabe von 2015 ist die Variabilität noch weiter eingeschränkt, da mehrere 2 bis 4 Landschaftsfelder zusammenhängen. Durch die Zapfen an den Spielfiguren, die in entsprechende Löcher auf dem Spielplan gesteckt werden, wird ein Verrutschen des Spielmaterials z. B. bei abrupten Bewegungsänderungen im Zug verhindert.

## Übersetzungen
- Dänisch: The SETTLERS fra Catan - Reiseudgave (Dan-spil)
- Englisch: The Settlers of Catan Travel Edition und Catan Portable Edition™ (ab 2009) bei Mayfair Games
- Niederländisch: De Kolonisten van Catan Mini-Editie (999 Games)
- Norwegisch: The SETTLERS fra Catan - Reiseutgave (Mathiasen)
- Slowenisch: Potovalna izdaja (Laser Plus)